# Bulloo
Bulloo är en kommun i Australien. Den ligger i delstaten Queensland, omkring 1 000 kilometer väster om delstatshuvudstaden Brisbane. Antalet invånare är 408.
Följande samhällen finns i Bulloo:
- Thargomindah

Omgivningarna runt Bulloo är i huvudsak ett öppet busklandskap. Trakten runt Bulloo är nära nog obefolkad, med mindre än två invånare per kvadratkilometer. Genomsnittlig årsnederbörd är 266 millimeter. Den regnigaste månaden är mars, med i genomsnitt 93 mm nederbörd, och den torraste är oktober, med 3 mm nederbörd.